# Bluelove
Bluelove – drugi koreański minialbum południowokoreańskiego zespołu CNBLUE, wydany 19 maja 2010 roku przez wytwórnię FNC Entertainment. Płytę promował singel „Love”. Album sprzedał się w liczbie 101 133 egzemplarzy w Korei Południowej.

## Lista utworów
| Nr | Tytuł                                  | Słowa                       | Kompozycja                   | Aranżacja                    | Czas |
| -- | -------------------------------------- | --------------------------- | ---------------------------- | ---------------------------- | ---- |
| 1. | "Love"                                 | Han Seong-ho                | SEI, KOZI                    | SEI, KOZI                    | 3:48 |
| 2. | "Sweet Holiday"                        | Han Seong-ho, Kang Min-hyuk | Kim Jae-yang                 | Kim Jae-yang                 | 3:13 |
| 3. | "Black Flower"                         | Han Seong-ho                | Han Seung-hun, Jeon Geun-hwa | Han Seung-hun, Go Jin-young  | 2:56 |
| 4. | "Tattoo"                               | Jung Yong-hwa               | Jung Yong-hwa, Han Seung-hun | Jung Yong-hwa, Han Seung-hun | 3:43 |
| 5. | "Love Light" (kor. 사랑 빛 Sarang bit) | Jung Yong-hwa               | Jung Yong-hwa                | Jung Yong-hwa, Kim Jae-yang  | 3:13 |
| 6. | "Let's Go Crazy"                       | Shusui, Family Business     | Shusui, Family Business      | Yoshimiko Chino              | 4:00 |

## Notowania
| Lista                    | Pozycja |
| ------------------------ | ------- |
| Gaon Weekly Album Chart  | 3       |
| Gaon Monthly Album Chart | 3       |
| Gaon Yearly Album Chart  | 15      |
| Five Music (Tajwan)      | 4       |